# Piet de Brouwer
Petrus Godefridus "Piet" de Brouwer (Gestel, Brabant del Nord, 5 d'octubre de 1880 - Eindhoven, 5 d'octubre de 1953) va ser un tirador amb arc neerlandès que va competir a començaments del segle xx.
El 1920 va prendre part en els Jocs Olímpics d'Anvers, on va disputar una prova del programa de tir, el tir a l'ocell mòbil, 28 m. per equips, en què guanyà la medalla d'or.